# Велике доручення
Велике доручення (Велике доручення апостолам) — у християнській традиції це доручення, яке дав своїм учням воскреслий Ісус Христос. Згідно з ним, апостоли повинні були розповсюджувати вчення Христа по усіх країнах та серед усіх народів. Це доручення стало ідейним підґрунтям для місіонерської діяльності християн.
Найвідоміший текст Великого доручення наведено у Євангелії від Матвія (28:16–20):

Одинадцять же учнів пішли в Галілею на гору, куди звелів їм Ісус. І як вони Його вгледіли, поклонились Йому до землі, а дехто вагався. А Ісус підійшов і промовив до них та й сказав: Дана Мені всяка влада на небі й на землі. Тож ідіть, і навчіть всі народи, христячи їх в Ім'я Отця, і Сина, і Святого Духа, навчаючи їх зберігати все те, що Я вам заповів. І ото, Я перебуватиму з вами повсякденно аж до кінця віку! Амінь.

Інші варіанти Великого доручення містяться у Євангелії від Марка (Мк.16:14–18), Євангелії від Луки (Лук. 24:44–49) та Діяннях святих апостолів (Діян. 1:4–8).